# Ceratogymna elata
Il bucero dal casco giallo (Ceratogymna elata (Temminck, 1831)) è un uccello della famiglia dei Bucerotidi originario dell'Africa occidentale.

## Descrizione

### Dimensioni
Misura 60-70 cm di lunghezza, per un peso di 2100 g nel maschio e di 1500-2000 g nella femmina.

### Aspetto
Di questo grande bucero nero sono degni di nota soprattutto le timoniere esterne completamente bianche e i motivi squamosi che ornano il collo. Nel maschio adulto, il cappuccio e la parte posteriore della testa sono ricoperti da piume nere arruffate. Le piume del collo con la base bianca e l'estremità marrone conferiscono a questa zona un aspetto maculato. Dalla parte anteriore del collo pendono lunghe caruncole blu non dilatabili. Il becco grigio scuro è sormontato da un grande casco giallo a forma di campana o di abat-son. La base di quest'ultimo è nera. Nel punto dove il becco e il casco si congiungono sono visibili delle scanalature. La pelle nuda che circonda l'occhio e la maggior parte della pelle della gola sono di colore blu scuro. Sulla parte inferiore della gola vi è una tasca scarlatta estensibile. L'iride è rossa. La femmina è più piccola del maschio; ha il cappuccio e la parte posteriore della testa rossastri e il becco e il casco, notevolmente più piccolo, di colore giallo-bruno; le caruncole blu, benché presenti, sono più ridotte. Il collo è macchiato di rosso, gli occhi sono marroni. A parte l'aspetto più longilineo del casco, la sagoma del bucero cascogiallo è perfettamente identica a quella del bucero dal casco nero (Ceratogymna atrata).

## Biologia
I buceri dal casco giallo percorrono grandi distanze alla ricerca di alberi da frutto. Durante il loro errare o vagabondare, formano gruppi numerosi che possono comprendere fino a 50 esemplari e si appollaiano insieme tra gli alberi palustri ad altezze quasi sempre comprese fra tre e sette metri. I buceri dal casco giallo vanno in cerca di cibo soprattutto nella volta della foresta, tra 20 e 50 metri di altezza dal suolo. Tuttavia, talvolta scendono a terra per raccogliere frutti caduti o per catturare insetti, che in alcuni casi vengono anche catturati in volo. Vivono in coppie o in piccoli gruppi, di solito non superiori ai dodici esemplari. Questi gruppi sono composti da almeno un maschio, una femmina e diversi immaturi. Questi uccelli si associano di frequente ai buceri guancebrune (Bycanistes cylindricus).
I buceri dal casco giallo mettono in atto una strategia di difesa particolarmente degna di nota. Poiché cadono spesso vittima dell'aquila coronata (Stephanoaetus coronatus), il cui successo nella caccia si basa in gran parte sull'effetto sorpresa, reagiscono affollandosi in gran numero intorno al rapace, lanciando forti grida. Il rapace, sconcertato, decide spesso di lasciare la zona. Ma come fanno i buceri a individuare la presenza del predatore? Studi recenti hanno dimostrato che approfittano della presenza dei cercopitechi diana, che vivono nella stessa regione. In effetti, anche queste scimmie emettono dei richiami di allarme in presenza del rapace. Inoltre, i buceri riescono perfino a distinguere il richiamo di allarme emesso dalle scimmie in presenza dell'aquila da quello prodotto in presenza di un leopardo (una specie che non effettua predazioni sui buceri).

### Alimentazione
I buceri dal casco giallo si nutrono principalmente di frutti, in particolare di quelli della palma da olio (Elaeis guineensis), ma anche di altre specie di palme. All'occasione consumano anche insetti e millepiedi. Il menu di questo uccello è composto per il 78% da vegetali e per il restante 22% da prede animali.

### Riproduzione
Le abitudini riproduttive sono poco note. La stagione di nidificazione ha luogo probabilmente da settembre a marzo. In questo periodo dell'anno, che corrisponde all'inizio della stagione dei frutti della palma da olio, i maschi si spostano da soli. Il nido è collocato nella cavità naturale di un grosso albero, spesso a circa 30 metri dal suolo. La femmina rimane reclusa nella cavità per tutta la durata del ciclo riproduttivo. Durante questo lungo periodo, viene nutrita dal maschio. A parte questo, non abbiamo in mano informazioni sulle dimensioni della covata né sulla durata del periodo di incubazione, così come sulle abitudini riproduttive e sull'età dell'involo dei giovani.

## Distribuzione e habitat
I buceri dal casco giallo frequentano le foreste primarie di pianura costituite da alberi sempreverdi. Si incontrano soprattutto ai margini delle paludi. Il loro areale si estende spesso alle foreste secondarie, alle foreste a galleria, alle zone boschive situate lungo i corsi d'acqua e talvolta anche alle piantagioni, dal livello del mare fino ad'altitudine che può raggiungere i 1000 metri. Questo uccello è endemico dell'Africa occidentale, dove occupa una sottile striscia di territorio lungo la costa, dal Senegal occidentale al Camerun sud-occidentale. Il bucero dal casco giallo è presente in Guinea, Sierra Leone, Liberia, Costa d'Avorio, Ghana, Togo, Benin e Nigeria. La sua area di distribuzione si spinge appena a poco più di 100 chilometri nell'entroterra.

## Conservazione
La specie non è in pericolo di estinzione, ma è attualmente considerata «vulnerabile» (Vulnerable). La densità di popolazione è molto variabile. Abbastanza comune nelle grandi riserve, la specie non è rara in Nigeria, sebbene la popolazione sia in diminuzione a causa della distruzione delle foreste. In altre aree, il numero di esemplari è diminuito a causa della caccia, che rimane la minaccia principale. È un bucero tipico soprattutto delle regioni di pianura che ha difficoltà ad adattarsi ad altri tipi di habitat. In Casamance, Costa d'Avorio e Camerun, la specie è protetta.